# Maldane cristata
Maldane cristata är en ringmaskart som beskrevs av Treadwell 1923. Maldane cristata ingår i släktet Maldane och familjen Maldanidae. Inga underarter finns listade i Catalogue of Life.